# Tim Miller (đạo diễn)
Timothy Miller (sinh ngày 10 tháng 10 năm 1964) là nam đạo diễn phim và chuyên gia hiệu ứng hình ảnh người Mỹ. Phim điện ảnh đầu tiên mà ông đạo diễn là Deadpool (2016). Ông được đề cử giải Oscar hạng mục phim hoạt hình ngắn hay nhất với tư cách đồng biên kịch và sản xuất phim Gopher Broke (2004). Miller cũng từng thiết kế các tiêu đề phim cho Cô gái có hình xăm rồng và Thor 2: Thế giới Bóng tối.

## Sự nghiệp
Miller sinh năm 1970, tại Fort Washington, Maryland. Vào tháng 3/1995, Miller, David Stinnett và Cat Chapman đồng sáng lập công ty thiết kế đồ họa hình ảnh Blur Studio.
Miller thiết kế tiêu đề cho các phim Cô gái có hình xăm rồng (2011) và Thor 2: Thế giới Bóng tối (2013). Với Thor, nhóm của ông mất 12 tuần để hoàn thiện, với 75 khung hình được thiết kế trên máy tính.
Ngày 8/4/2011, Miller được 20th Century Fox thuê làm đạo diễn cho phim Deadpool, dựa trên nhân vật cùng tên của truyện tranh Marvel Comics. Đây là phim điện ảnh đầu tiên mà ông đạo diễn, bên cạnh biên kịch Rhett Reese và Paul Wernick, với diễn viên Ryan Reynolds. Miller sau đó tiếp tục được chọn làm tiếp Deadpool 2 (2018), nhưng ông cuối cùng từ chối dự án vì không cùng ý tưởng sáng tạo với Ryan Reynolds.